# Línea 17 (Maldonado)
La línea 17 es una línea de transporte público del departamento de Maldonado, Uruguay. Su destino es Punta del Este, saliendo desde la Agencia Maldonado.

## Recorridos

#### Ida
Bto. Nardone, C. Pelado, Ferreira Aldunate, Brío. Norte, Mariano Soler, Bvar. Baile y Ordóñez, Bergalli, Rincón, Tres de Febrero, 18 de Julio, Terminal, Acuña de Figueroa, Roosevelt, Shopping, Pedragosa Sierra, Av. Italia, Francia, Calle 24. 

#### Vuelta
Calle 20, Rambla Mansa, Emilio Sader, Av. Francia, Av. Italia, Shopping, Roosevelt, Terminal, Burnett, Democracia, 19 de abril, Bvar. Baffle y Ordoñez, Francisco Maldonado, B° Norte, W. Ferreira Aldunate, C. Pelado, Bto Nardone, Agencia.